# Granit, Stara Zagora
Granit (în bulgară Гранит) este un sat în comuna Bratea Daskalovi, regiunea Stara Zagora,  Bulgaria. 

## Demografie
Componența etnică a satului Granit
     Romi (44,2%)
     Bulgari (53,91%)
     Nicio identificare (1,3%)
     Altele (1,3%)
La recensământul din 2011, populația satului Granit era de 690 locuitori. Din punct de vedere etnic, majoritatea locuitorilor (53,91%) erau bulgari, cu o minoritate de romi (44,2%). Pentru 1,3% din locuitori nu este cunoscută apartenența etnică.